# P2C Studio
P2C Studio株式会社（ピートゥーシースタジオ、英: P2C Studio Co., Ltd.）は、 P2C(Person to Consumer, PtoC)領域において「ヒトを起点としたブランドづくり、モノづくり」を実現するプロフェッショナルカンパニー。
UUUM株式会社のグループ会社。

## 概要
ヒトを起点としたブランドづくり・モノづくりのプロフェッショナルカンパニーとして、クリエイターと共に事業共創をしていくベストパートナーとなることを目指す。UUUMグループとして掲げるインフルエンサー・ギャラクシー事業の中のP2C（Person to Consumer、PtoC）領域の事業推進の役割を担う。 インフルエンサーと事業パートナーと共に、店舗流通への販路拡大、統合マーケティング、グローバル展開などにより、P2C事業からファン以外の人にも愛されるコンシューマーブランドの創出を目指している。

## 沿革
- 2021年6月1日 - P2C Studio株式会社設立。[2]
- 2021年10月15日 - 吉本興業所属とかまいたちのオフィシャルオンラインストア「OMAETACHI STORE（オマエタチ ストア）」の運営を開始[3]
- 2021年12月08日 - 宅トレクリエイター竹脇まりな監修ブランド「MARINESS」NEWプロダクト「マリネスプロテイン」販売開始[4]
- 2022年2月15日 - 料理家動画クリエイターはるあん監修ブランド  キッチンブランド「PicniKe（ピクニケ）」販売開始[5]
- 2022年3月28日 - 福井出身行動派動画クリエイターkazu監修アウトドアブランド「和来-waku-」販売開始[6]
- 2022年4月 - 錦戸亮・赤西仁監修ブランド「SCENT OF NOTE（セントオブノート）」「SCENT OF ETERNAL（セントオブエターナル）」販売開始[7]
- 2022年4月15日 - 動画クリエイターエスポワールトライブ監修ブランド「EXGEE」販売開始[8]
- 2022年4月20日 - 美容系動画クリエイターnanakoななこがクリエイティブディレクターを務めるコスメブランド「leur charme（ルルシャルム）」販売開始[9]
- 2022年5月30日 - トップクリエイターフィッシャーズ監修ライフスタイルブランド「Dotene（ドテネ）」販売開始[10]
- 2022年7月26日 - 愛知県岡崎市を拠点とする6人組の動画クリエイター「東海オンエア」のメンバーりょうが監修するボトルコーヒー「R COFFEE BOTTLE」発売開始[11]
- 2023年5月9日 - 動画クリエイター「HIKAKIN」が監修するカップラーメン「みそきん」販売開始[12]。

## 代表取締役社長
- 重本隆之

## 展開ブランド
| No. | ブランド・ECサイト              | クリエーター         | コンセプト                               | メイン商品                              | 立ち上げ時期 |
| --- | ------------------------------- | -------------------- | ---------------------------------------- | --------------------------------------- | ------------ |
| 1   | MARINESS                        | 竹脇まりな           | もっと自分を好きになる                   | MARINESS Protein                        | 2021年12月   |
| 2   | PicniKe                         | はるあん             | 可愛い、楽しい、そして美味しい           | わたしのためのお鍋とフライパン4点セット | 2022年2月    |
| 3   | 和来-waku-                      | Kazu                 | ワクワクする未来を人の和で作っていく     | waku といえばコレがロゴ T シャツ        | 2022年3月    |
| 4   | SCENT OF NOTE・SCENT OF ETERNAL | 錦戸亮・赤西仁       | Find Your Story                          | SCENT OF NOTE・ETERNAL オードパルファム | 2022年4月    |
| 5   | EXGEE                           | ESPOIR TRIBE         | 好きな自分で生きていく                   | EXGEE WAX・SPRAY                        | 2022年4月    |
| 6   | leur charme                     | nanakoななこ         | 持っているだけで無敵になれる魔法のコスメ | マテリアルカラーパレット                | 2022年4月    |
| 7   | Dotene                          | フィッシャーズ       | よく食べて、よく遊ぼう！                 | お金グミ                                | 2022年5月    |
| ８  | R COFFEE BOTTLE                 | 東海オンエア-りょう- | ここで出会う、あたらしい世界             | ボトルコーヒー                          | 2022年7月    |

## 実績
- MARINESS Proteinがライフスタイル誌Mart[マート]に掲載[21]
- MARINESS Proteinが販売開始から2時間で販売数1万個突破[22]
- MARINESSがロフト取扱店舗数80店舗に拡大[23]
- 料理家動画クリエイターはるあんと『DELISH KITCHEN』が“はるあんが選ぶ10分レシピ”をテーマに初のコラボ動画を配信[24]
- MARINESSが全国のドン・キホーテ211店舗で販売[25]
- MARINESS Proteinがライフスタイル誌Mart[マート]に2回目の掲載[26]
- 代表取締役社長（重本隆之）のインタビュー記事が、若手ハイキャリアのための転職サイト[AMBI]に掲載[27]
- MARINESS Proteinが販売開始4か月で販売数14万個突破＆全国のドラックストア約4,000店舗にて取扱開始[28]
- WEBメディアFYTTE[フィッテ]に竹脇まりなのインタビュー記事が掲載[29]
- 「SCENT OF NOTE」「SCENT OF ETERNAL」の発売を記念した「マスクピールオフ広告」で5分以内に300枚以上のマスクがすべて無くなる[30]
- 「EXGEE（エグジー）」、販売開始から2週間で販売数量10万個突破[31]
- 『EXGEE』ロフト 「ベストコスメ 2022SS ネクストコスメ」ヘアケア部門にEXGEEハードワックスが選出[32]
- 『MARINESS（マリネス）』MARINESS Protein（マリネスプロテイン）「リッチチョコレートフレーバー」「ロフト ベストコスメ2022SS」ネクストコスメ ロフトトレーニング部門に選出[33]
- 『MARINESS』日本最大級のショッピングモール「楽天市場」の月間MVP 「楽天ショップ・オブ・ザ・マンス」ジャンル賞を受賞[34]
- 『EXGEE（エグジー）』WWDBEAUTY 2022上半期ベストコスメ　スタイリング剤部門を受賞！02.ハードワックスが2位、01.ソフトワックスが3位[35]
- SCENT OF NOTE/ETERNAL 大好評POP-UPイベントが渋谷・名古屋・札幌のPLAZAに期間限定で上陸[36]
- SCENT OF NOTE/ETERNALのインタビュー記事が「Numero」に掲載[37]
- 「R COFFEE BOTTLEブラック／カフェラテ」 発売からわずか1週間で早くも20万本突破[38]
- 「MARINESS」「マリネスプロテイン 」販売開始7か月で販売数25万個突破[39]
- 【日経xwoman】にブランドマネージャー志賀美月のインタビュー記事が掲載[40]
- 【KEIEISHA TERRACE】に代表取締役社長重本隆之の記事が掲載[41]
- 『EXGEE』MONOQLO 2022上半期メンズコスメ大賞 ハードワックス部門1位 / ソフトワックス部門1位 受賞で２冠達成[42]